# Roger Kasparian
Pour les articles homonymes, voir Kasparian.
 (février 2024).
Si vous disposez d'ouvrages ou d'articles de référence ou si vous connaissez des sites web de qualité traitant du thème abordé ici, merci de compléter l'article en donnant les références utiles à sa vérifiabilité et en les liant à la section « Notes et références ».
Roger Kasparian, né le 12 janvier 1938 à Paris et mort le 15 février 2024,, est un photographe, architecte, ingénieur et poète français d'origine arménienne.

## Biographie
Roger Kasparian est le fils de Hasmig Cavafian et Varastade Kasparian, rescapé du génocide arménien et photographe. Il devient photographe en 1962, après sa rencontre avec le pigiste Jean-Dominique Kieffer-Turian qui recherche un photographe pour l'accompagner. Malgré sa brièveté, c'est cette relation qui lance Roger Kasparian dans la photographie. Son travail se développe principalement dans la décennie suivante. Il se spécialise alors dans la photographie d'artistes musicaux rock et yéyé, donc la notoriété était encore limitée : Beatles, Rolling Stones, Françoise Hardy, Jacques Brel, John Coltrane, Serge Gainsbourg, Edith Piaf, Georges Brassens, Ray Charles, Johnny Hallyday, France Gall, Ella Fitzgerald, Nina Simone, Charles Aznavour, ou encore Jacques Dutronc.
Après cette décennie, Roger Kasparian décide, face à l'inaccessibilité grandissante des artistes qui lui servaient de modèles de reprendre le studio de son père pour se consacrer à des photos d'identités ou de mariage. Cette occupation perdure jusqu'en 2011, quand le collectionneur de vinyle Alexandre Stanisavljevic réussit à convaincre Roger Kasparian de présenter ses clichés, ce qui le mène à une exposition à Londres du 9 mai au 22 juin 2013.
À la suite de cette redécouverte, il deviendra le sujet d'un grand nombre d'articles, et aura accès à une plus grande visibilité. Il fera dans les années suivantes plusieurs expositions comme en 2021 au centre du patrimoine arménien de Valence, en 2022 au Jazz club étoile de Paris, ou en 2023 à l’Espace Culturel de Théoule-sur-mer et à la mairie du 9e arrondissement de Paris dans le cadre d'une rétrospective sur Charles Aznavour.

## Publications
- Roger Kasparian (photos), Philippe Manœuvre (texte), Archives inédites d’un photographe des sixties, éd. Gründ, octobre 2014, 208 p., relié 25,6 × 29,8  (ISBN 978-2-324-00696-8).